# Marija Spiridonova
Marija Spiridonova, česky také Marie Spiridonová, rusky Мари́я Алекса́ндровна Спиридо́нова (16. října 1884 Tambov – 11. září 1941 Orel), byla ruská revolucionářka, členka ústředního výboru Strany socialistů-revolucionářů.

## Život
Narodila se v Tambově v rodině kolegiátního tajemníka. V roce 1902 absolvovala tambovské ženské gymnázium. Působila jako písařka na zemském vrchnostenském sněmu. Vstoupila do místní organizace sociálních revolucionářů a přidala se k bojové četě strany. V březnu 1905 byla zatčena za účast na demonstraci, ale brzy byla propuštěna.
Dne 16. ledna 1906 provedla na nádraží v Borisoglebsku atentát na zástupce tambovského gubernátora Gavriila Nikolajeviče Luženovského, který na následky útoku 10. února 1906 zemřel. Spiridonova byla při útoku chycena a o dva měsíce později odsouzena k smrti. Kvůli špatnému zdravotnímu stavu byl trest změněn na nevolnictví, které si musela odpykat na Sibiři. Byla propuštěna v rámci všeobecné amnestie po únorové revoluci v roce 1917.
Spiridonova byla pro spolupráci Strany socialistů-revolucionářů s bolševiky, a to jak před říjnovou revolucí, tak po ní (až do brestlitevského míru). Dne 6. července 1918 vedla povstání levých eserů proti bolševikům.
Spiridonova byla popravena dne 11. září 1941, a to v Medveděvském lese u Orla.